# Integrierte Gesamtschule Garbsen
Die Integrierte Gesamtschule Garbsen (IGS Garbsen) ist eine Integrierte Gesamtschule mit gymnasialer Oberstufe  in Garbsen, Niedersachsen. Sie war der erste Gesamtschulversuch dieses Bundeslandes. Seit 2019 ist die IGS Garbsen eine Dalton-Schule.

## Geschichte
Sie wurde aus wirtschaftlichen Gründen und wegen der großen Schülerzahl vom Stadtrat beschlossen, 1968 vom damaligen niedersächsischen Kultusminister Richard Langeheine genehmigt und 1971 als offener Schulversuch begonnen, welche 1976 als „Jahrgangsschule“ umgewandelt wird.
Im Jahre 1980 gab es den ersten Abiturjahrgang der IGS Garbsen. Seit 1991 ist die Klassenanzahl in der Sekundarstufe I auf acht Klassen („Kerngruppen“) und seit 2007 auf sechs Klassen in der Sekundarstufe II begrenzt.

## Personal
An der IGS Garbsen arbeiten im Moment 150 Lehrkräfte (darunter vier Lehramtsanwärter), die folgende Qualifikation besitzen:
- Lehrer für Grund- und Hauptschulen (42 %)
- Lehrer für Realschulen (8 %)
- Lehrer für Gymnasien (45 %)
- Lehrer für Sonderpädagogik (2 %)
- Lehrer für Berufsschulen (1 %)
- Hochschulstudium ohne Lehramt, „Quereinsteiger“ (2 %)

Darüber hinaus arbeiten dort:
- vier Sozialpädagogen
- zwei Schulassistenten
- drei pädagogische Mitarbeiter und Integrationsassistenten
- vier Sekretärinnen
- drei Hausmeister
- zwei Netzwerkadministratoren und eine Assistenzkraft
- zwei Bibliothekarinnen und eine Assistenzkraft
- sechs Mitarbeiter in der Mensa
- fünfzehn Honorarkräfte

## Organisation

### Sekundarstufe I
Die Sekundarstufe I umfasst die Jahrgänge der 5. bis zur 10. Klasse.
Hier werden Schüler mit verschiedenen Leistungsständen zusammen im Klassenverbund („Kerngruppen“) unterrichtet.
Die Fächer Erdkunde, Geschichte und Politik-Wirtschaft werden zusammen im Fach „Gesellschaftslehre“ unterrichtet. Das Fach „Naturwissenschaften“ beinhaltet die Fächer Biologie, Chemie und Physik.
Das Fach „AWT – Arbeit/Wirtschaft/Technik“ findet sich je nach Jahrgangsstufe durch die Fächer Technik, Textiles Gestalten, Hauswirtschaft, Verbrauchererziehung und Wirtschaftslehre wieder, sowie als Wahlpflicht-Fächer „Neue Technologien“ und Bürowirtschaft.
Ab Jahrgang 6 können die Schüler sich für eine zweite Fremdsprache entscheiden. Die IGS bietet die Fächer Französisch, Latein, Spanisch und Russisch als zweite Fremdsprache an.
In Klasse 7 werden die Schüler in den Fächern Mathematik und Englisch in E- und G-Kurse differenziert. Gleiches gilt auch für die Fächer Deutsch und Naturwissenschaften ab dem 9. Jahrgang.
Im 9. Jahrgang können die Schüler den Hauptschulabschluss und im 10. Jahrgang den Realschulabschluss bzw. erweiterten Sekundarschulabschluss I erwerben.
In den Osterferien können die Schüler an einem „Oster-Camp“ teilnehmen. Dort werden sie durch Lehrer oder Studenten in den Hauptfächern bei vorhandenen Defiziten gefördert.

### Sekundarstufe II
In der Einführungsphase (11. Jahrgang) erlernen die Schüler die Grundlagen für die Qualifikationsphase (12./13. Jahrgang).
Französisch und Spanisch werden als neu beginnende Fremdsprache angeboten.
Die Schüler haben die Möglichkeit zwischen Musik, Kunst oder Darstellendes Spiel zu wählen. Ebenfalls ist es möglich die Fächer Informatik, Sporttheorie oder Pädagogik als Wahlfach zu belegen.
Im 12. Jahrgang muss der Schüler sich für ein Profil entscheiden. An der IGS werden das musische-, das mathematisch-naturwissenschaftliche-, das sprachliche-, zwei gesellschaftliche (mit zwei unterschiedlichen Neigungen) und das Sportprofil angeboten.

### Berufsorientierung
Die Berufsorientierung beginnt ab dem 8. Jahrgang und ist im Fach „AWT“ verankert.
Im 8. Jahrgang lernen die Schüler im Projekt „LiS – Lernen im Stadtteil“ Betriebe in ihrer Umgebung kennen, welche sie immer an einem Nachmittag in der Woche besuchen.
In der 9. und 10. Klasse findet ein zweiwöchiges Praktikum statt.
Neben den Lehrkräften unterstützt ein „Ausbildungslotse“ die Schüler bei der Suche einer Ausbildung.

### Projekte
- Circus Bumm Balloni
- ICDL
- Comenius
- Julius Club
- Lesepaten
- LifeScience Lab Hannover
- niqu – Netzwerk Integrativer Gesamtschulen zur Qualitätsverbesserung im Unterricht
- Schülerfirmen
- Schule ohne Rassismus
- Sportfreundliche Schule

## Auszeichnungen
- 2002: Frauengeschichtswettbewerb der Gesellschaft für niedersächsische Kirchengeschichte[5]

## Bekannte Schüler, Absolventen und Lehrer
- Erdoğan Atalay (* 1966), Schauspieler
- Karl-Heinz Strehlke (1924–2014), Realschullehrer, Schuldirektor, Kommunalpolitiker, Bürgermeister von Garbsen und Autor
- Nazan Gökdemir (* 1980), Journalistin und Fernsehmoderatorin
- Kim-Valerie Elixmann (* 1989), Miss Germany 2008[6]
- Sophie Imelmann (* 1996), Schauspielerin, Model und Miss Niedersachsen 2016
- Saraya Gomis (* 1976), Pädagogin und politische Beamtin, ehemalige Lehrerin an der IGS Garbsen